# Канове (Кунео)
Канове је насеље у Италији у округу Кунео, региону Пијемонт.
Према процени из 2011. у насељу је живело 604 становника. Насеље се налази на надморској висини од 150 м.